# 伦差·玛拉甲暖
伦差·玛拉甲暖（1942年3月10日—），金融学学士、金融经济学工商管理硕士，是泰国央行泰国银行的行长。